# Pallavolo Aragona
La Pallavolo Aragona è una società pallavolistica femminile italiana con sede ad Aragona.

## Storia
Il club nasce nel 1983 ad Aragona operando per i primi quindici anni esclusivamente in campo maschile. Nel 1998 viene formato il settore femminile che in soli cinque anni raggiunge la Serie A2, dove debutta nella stagione 2003-04. L'esperienza nella seconda divisione del campionato italiano dura tre annate durante le quali la squadra ottiene altrettante partecipazioni alla Coppa Italia di categoria, ma non va mai oltre la salvezza.
Al termine del campionato 2008-09 viene retrocessa in Serie C e per le nove annate seguenti rimane lontano dalle serie nazionali. Grazie alla vittoria del campionato di Serie C 2017-18, ritorna in Serie B2 per la stagione 2018-19: giunge fino alla finale dei play-off promozione venendo tuttavia sconfitta dal Grotte di Castellana. Grazie ad un ripescaggio disputa comunque la stagione successiva in Serie B1, dove rimane per due stagioni. 
Al termine dell'annata 2020-21, conclusa con una nuova sconfitta in una finale di play-off promozione, acquisisce il titolo sportivo dall'Olympia Voltri e ritorna in Serie A2.
Nella quarta partecipazione al campionato cadetto la Pallavolo Aragona riesce a conquistare la salvezza, ma rinuncia all'iscrizione al campionato successivo e cede il titolo al Vicenza per dedicarsi esclusivamente al settore giovanile.

## Rosa 2021-2022
| N° | Nome              | Ruolo | Data di nascita   | Nazionalità sportiva |
| -- | ----------------- | ----- | ----------------- | -------------------- |
| 1  | Alessia Bisegna   | C     | 9 aprile 2003     | Italia               |
| 3  | Nadine Zech       | S     | 3 luglio 2003     | Italia               |
| 4  | Fabiola Ruffa     | L     | 2 novembre 2000   | Italia               |
| 5  | Valeria Caracuta  | P     | 14 dicembre 1987  | Italia               |
| 7  | Martina Casarotti | P     | 20 marzo 2003     | Italia               |
| 8  | Irene Zonta       | O     | 14 settembre 1996 | Italia               |
| 9  | Benedetta Cometti | C     | 18 agosto 2000    | Italia               |
| 11 | Michela Negri     | C     | 10 gennaio 2003   | Italia               |
| 12 | Danijela Džaković | S     | 4 maggio 1994     | Montenegro           |
| 13 | Sara Stival       | O     | 27 marzo 2001     | Italia               |
| 18 | Federica Vittorio | L     | 8 dicembre 1991   | Italia               |